# Zamiany
Zamiany – wieś w Polsce położona w województwie lubelskim, w powiecie tomaszowskim, w gminie Tomaszów Lubelski.
W latach 1975–1998 miejscowość administracyjnie należała do województwa zamojskiego.
Wieś jest sołectwem w gminie Tomaszów Lubelski. Według Narodowego Spisu Powszechnego z roku 2011 wieś liczyła 108 mieszkańców.
Wierni Kościoła rzymskokatolickiego należą do parafii Krzyża Świętego w Szarowoli.